# 邓波清
邓波清（1963年10月—），湖北天门人，中华人民共和国政治人物、外交官。曾任外交部机关党委常务副书记、局长和国家国际发展合作署副署长。

## 生平
1987年，毕业于同济医科大学临床医学系，获得硕士学位，进入同济医科大学附属协和医院担任医师，后任主任医师、党委办公室副主任。1991年，任同济医科大学团委副书记，后任书记、学生工作部副部长、校党委委员。1995年，任共青团湖北省委副书记、党组成员、湖北省团校（省青年政治学院）党委书记。
2000年，调入中华人民共和国外交部工作，任驻旧金山总领事馆副总领事。2002年12月，出任中华人民共和国驻曼彻斯特总领事。2004年，回国到外交学院进修。2005年，任外交部外事管理司副司长。2006年11月，出任中华人民共和国驻多米尼克大使。2010年9月，出任中华人民共和国驻尼日利亚大使。2014年，任外交部机关党委常务副书记、部党委国外工作局局长。2018年，任国家国际发展合作署副署长。2023年11月，卸任副署长一职。
邓波清是中共十九大代表。